# Adam Huczyński
Adam Włodzimierz Huczyński (ur. 14 maja 1979 r. w Poznaniu) – polski chemik specjalizujący się w chemii organicznej i chemii medycznej, profesor nauk ścisłych i przyrodniczych, zatrudniony na Wydziale Chemii Uniwersytetu im. Adama Mickiewicza w Poznaniu.

## Życiorys
W 2004 roku ukończył równolegle studia na Wydziale Chemii Uniwersytetu im. Adama Mickiewicza w Poznaniu oraz studia na Wydziale Fizyki Uniwersytetu im. Adama Mickiewicza.
W 2008 roku na podstawie rozprawy doktorskiej pt. „Synteza, badania spektroskopowe i semiempiryczne estrów Monenzyny A oraz ich kompleksów z kationami metali”, przygotowanej pod kierunkiem prof. Bogumiła Brzezinskiego uzyskał stopień doktora nauk chemicznych. Rozprawa otrzymała wyróżnienie w konkursie na najlepszą pracę doktorską – Nagroda im. Aleksandra Zamojskiego.
W 2013 roku uzyskał habilitację na pracy pt. „Synteza, badania spektroskopowe i strukturalne modyfikowanych antybiotyków jonoforowych oraz ocena ich aktywności przeciwdrobnoustrojowej i przeciwnowotworowej”, która otrzymała Nagrodę im. Wiktora Kemuli za najlepszą habilitację w 2014 roku, przyznaną przez Polskie Towarzystwo Chemiczne. W 2019 roku nadano mu tytuł naukowy profesora nauk ścisłych i przyrodniczych. Od 2020 roku jest kierownikiem Zakładu Chemii Medycznej na Wydziale Chemii Uniwersytetu im. Adama Mickiewicza w Poznaniu.
W kwietniu 2023 był autorem lub współautorem 140 artykułów naukowych z listy JCR z dziedziny chemii organicznej i bioorganicznej oraz z chemii medycznej. W swojej pracy naukowej zajmuje się modyfikacją chemiczną i badaniami aktywności przeciwnowotworowej i przeciwdrobnoustrojowej antybiotyków jonoforowych (monenzyna, salinomycyna, kwas lasalowy) oraz substancji pochodzenia roślinnego (kolchicyna, gossypol). Według badań przedstawionych w czasopiśmie PLOS Biology w 2019 roku należał do grona 2% najczęściej cytowanych naukowców w dziedzinie chemia oraz zaliczono go do grupy najwyżej cytowanych polskich badaczy publikujących w dziedzinie farmakologia/farmacja i fizjologia (uwzględniając jego 59 artykuły w tym obszarze).